# نیدراد
نیدراد (به آلمانی: Frankfurt-Niederrad) یک منطقهٔ مسکونی در آلمان است که در فرانکفورت واقع شده‌است. نیدراد  ۲۲٬۶۶۷ نفر جمعیت دارد.